# Gylfi Sigurðsson
Gylfi Þór Sigurðsson (Reykjavík, 10 settembre 1989) è un calciatore islandese, centrocampista del Víkingur e della nazionale islandese.

## Biografia
Nel 2010 si è fidanzato con Alexandra Ívarsdóttir, con cui si è sposato nel 2019.

## Caratteristiche tecniche
Sigurðsson può giocare da trequartista, esterno destro o sinistro. Di piede destro, tra le sue abilità spicca l'efficienza nel tiro dalla distanza, che egli sfrutta anche nei calci piazzati. In più è in grado d'impostare l'azione e di fornire assist ai compagni.

## Carriera

### Club

#### Gli inizi
Nato a Reykjavík, Sigurðsson comincia a giocare nelle giovanili di alcuni club islandesi, come l'Hafnarfjörður ed il Breiðablik, e viene convocato spesso nelle Nazionali minori islandesi, in particolare nell'Under-17.

#### Reading
Nell'estate del 2005 gioca in prova per un certo periodo di tempo al Preston North End, senza esito. Il 14 ottobre 2005 firma per il Reading, giocando per tre anni nella squadra riserve. Poco prima della stagione 2007-2008 lui ed altri cinque suoi coetanei vengono ufficialmente integrati in prima squadra e firmano i loro primi contratti da professionisti.
Entra ufficialmente a fare parte della prima squadra per la stagione 2008-2009, quando gli viene affidato il numero 34. Debutta con la maglia bianco-blu contro il Luton Town in League Cup il 26 agosto. Realizza un rigore contro lo Stoke nella stessa manifestazione, subentrando dalla panchina.
Per poter fare esperienza, viene mandato in prestito per un mese allo Shrewsbury Town, con il quale segna al suo debutto in campionato contro il Bournemouth il 18 ottobre 2008. Il 26 febbraio si trasferisce al Crewe Alexandra, e debutta due giorni dopo contro il Brighton, segnando all'89'.
Nella stagione 2009-2010 segna il suo primo gol contro il Burton Albion l'11 agosto, nel primo turno casalingo di Carling Cup. Segna il suo primo gol in campionato nella sconfitta per 3-2 contro il Peterborough il 19 settembre.
Gioca anche la FA Cup nella quale i Royals escono agli ottavi di finale. Segna contro il Liverpool nel terzo turno, il 13 gennaio 2010. Durante il recupero, segna il rigore che porta il risultato sull'1-1, portando la partita ai supplementari, dove i bianco-blu trionferanno 2-1. Segna poi il gol della vittoria all'87' della gara contro il Burnley nel quarto turno. Nel quinto, invece, segna un gol al West Bromwich nel recupero, che porta il risultato al vittorioso 3-2.
Il 3 aprile vince il titolo di Miglior giocatore della Championship per il mese di marzo, dopo aver segnato 5 gol in 6 partite giocate nel mese. Segna anche nella gara finale della stagione contro il Preston North End. Prima della partita, Sigurðsson era stato nominato Giocatore della stagione del Reading, battendo Jimmy Kebe e Ryan Bertrand, rispettivamente secondo e terzo.
Finisce la stagione con 21 gol all'attivo in 44 presenze. Nel maggio 2010 prolunga il contratto per altri tre anni.

#### Passaggio all'Hoffenheim
Inizia la nuova stagione segnando il gol del pareggio nell'amichevole contro lo Scunthorpe United con un tiro dai 25 metri.
La sera dopo la partita, i media islandesi affermano che Sigurðsson stesse viaggiando per la Germania dove il lunedì successivo avrebbe sostenuto le visite mediche per l'Hoffenheim, club di Bundesliga. Il 31 agosto successivo firma per il suo nuovo club. Senza rivelare il prezzo del suo trasferimento (poi noto a 5,2 milioni di euro), il Reading rivela solo che questo supera il precedente record del club stabilito dal passaggio dell'attaccante irlandese Kevin Doyle al Wolverhampton, costato 6,5 milioni di sterline.
Debutta con l'Hoffenheim il 10 settembre, all'80' del 2-0 vittorioso contro lo Schalke 04. Il primo gol arriva nella successiva partita, il 18 settembre, contro il Kaiserslautern, con un calcio di punizione che chiude i conti sul 2-2 finale. La sua prima stagione si conclude con 29 presenze e 9 gol segnati.

#### Prestito allo Swansea City e approdo al Tottenham
Il 2 gennaio 2012 l'Hoffenheim lo cede in prestito allo Swansea City fino al termine della stagione. Segna il suo primo gol il 4 febbraio contro il West Bromwich Albion. Il 3 marzo segna una doppietta nella vittoria per 2-0 sul campo del Wigan Athletic. In totale mette a segno sette reti in 17 incontri di Premier League.
Il 26 maggio lo Swansea esercita il diritto di riscatto sul giocatore, ma il 4 luglio seguente viene ufficializzato il suo passaggio al Tottenham per 8,5 milioni di euro.

#### Ritorno allo Swansea City
Il 23 luglio 2014 fa ritorno allo Swansea City, nella trattativa che porta Michel Vorm e Ben Davies al Tottenham. Segna al suo secondo debutto con la maglia dello Swansea alla prima giornata di campionato nella sfida vittoriosa contro il Manchester United. Conclude la sua stagione con 32 presenze in campionato contornate da 7 gol e 10 assist.
La sua partenza nel campionato 2015-2016 non è però altrettanto fortunata, giacché nel girone d'andata realizza solamente 2 gol e un assist. Una svolta si ha però dalla ventesima giornata, nella sconfitta per 2-1 contro il Manchester United, partita in cui segna il gol del momentaneo pareggio. Da quel momento realizzerà 9 gol in 14 giornate, risultando il giocatore più prolifico del girone di ritorno della Premier League 2015-16 e concludendo al contempo la sua stagione più prolifica in Premier League.

#### Passaggio all'Everton

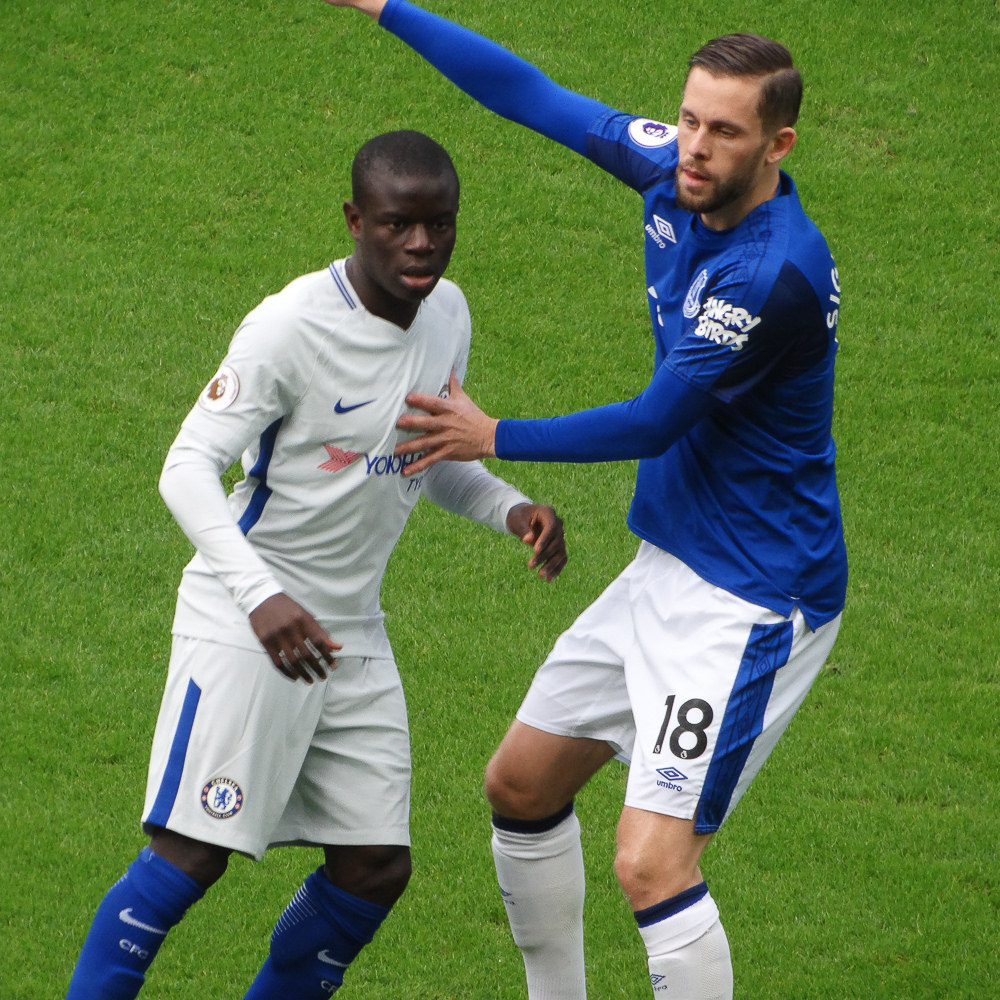
Sigurðsson in azione contro N'Golo Kanté

il 16 agosto 2017 passa all'Everton per 45 milioni di sterline.

### Nazionale

#### Nazionali giovanili
Sigurðsson fece parte della nazionale impegnata nelle qualificazioni per l'Europeo Under-19 del 2008, segnando due volte nelle qualificazioni e due nel turno successivo.
Il 16 novembre 2007 debutta con la nazionale Under-21, giocando mezz'ora contro i pari età della Germania. Debutta nelle qualificazioni per l'Europeo del 2009 quattro giorni dopo, subentrando nel recupero, e gioca tutte le partite rimanenti. Nell'ultima partita segna contro la Slovacchia, ma Miroslav Stoch pareggia sull'1-1. Debutta nelle qualificazioni per l'Europeo 2011 ad ottobre contro San Marino e segna subito una doppietta nello spazio di 16 minuti nel 6-0 complessivo. Nel giugno 2011 gioca poi le tre partite del Girone A dell'Europeo Under-21 con la sua selezione.

#### Nazionale maggiore
Il 29 maggio 2010 debutta in nazionale maggiore nell'amichevole vinta 4-0 contro Andorra, in cui ha fornito l'assist per la seconda rete dei suoi.
Segna il suo primo gol in nazionale A il 7 ottobre 2011 in Portogallo-Islanda (6-3) al 94' su calcio di rigore, valida per le qualificazioni all'Europeo 2012.
Nel girone di qualificazione ai Mondiali 2014 (disputati in Brasile), Sigurðsson mette a segno 4 reti (di cui 2 nel successo per 1-2 in casa della Slovenia del 22 marzo 2013), contribuendo al raggiungimento del secondo posto della sua squadra, che tuttavia ai play-off viene eliminata dalla Croazia.
Nelle qualificazioni per gli Europei 2016 in Francia, contribuisce alla prima storica qualificazione dell'Islanda a un torneo con 6 reti realizzate in 10 partite: di queste 3 le ha segnate nei prestigiosi successi contro i Paesi Bassi (due nel 2-0 dell'andata e l'altra nello 0-1 del ritorno).
Convocato per la manifestazione continentale, realizza su calcio di rigore il secondo gol della nazionale islandese in una fase finale di un campionato europeo di calcio, il 18 giugno 2016 nella partita pareggiata per 1-1 contro l'Ungheria. Agli europei gli islandesi eliminano sorprendentemente agli ottavi l'Inghilterra per 2-1, per poi uscire ai quarti contro la Francia per 5-2, con Sigurðsson che ha fornito a Kolbeinn Sigþórsson l'assist del primo gol dei suoi.

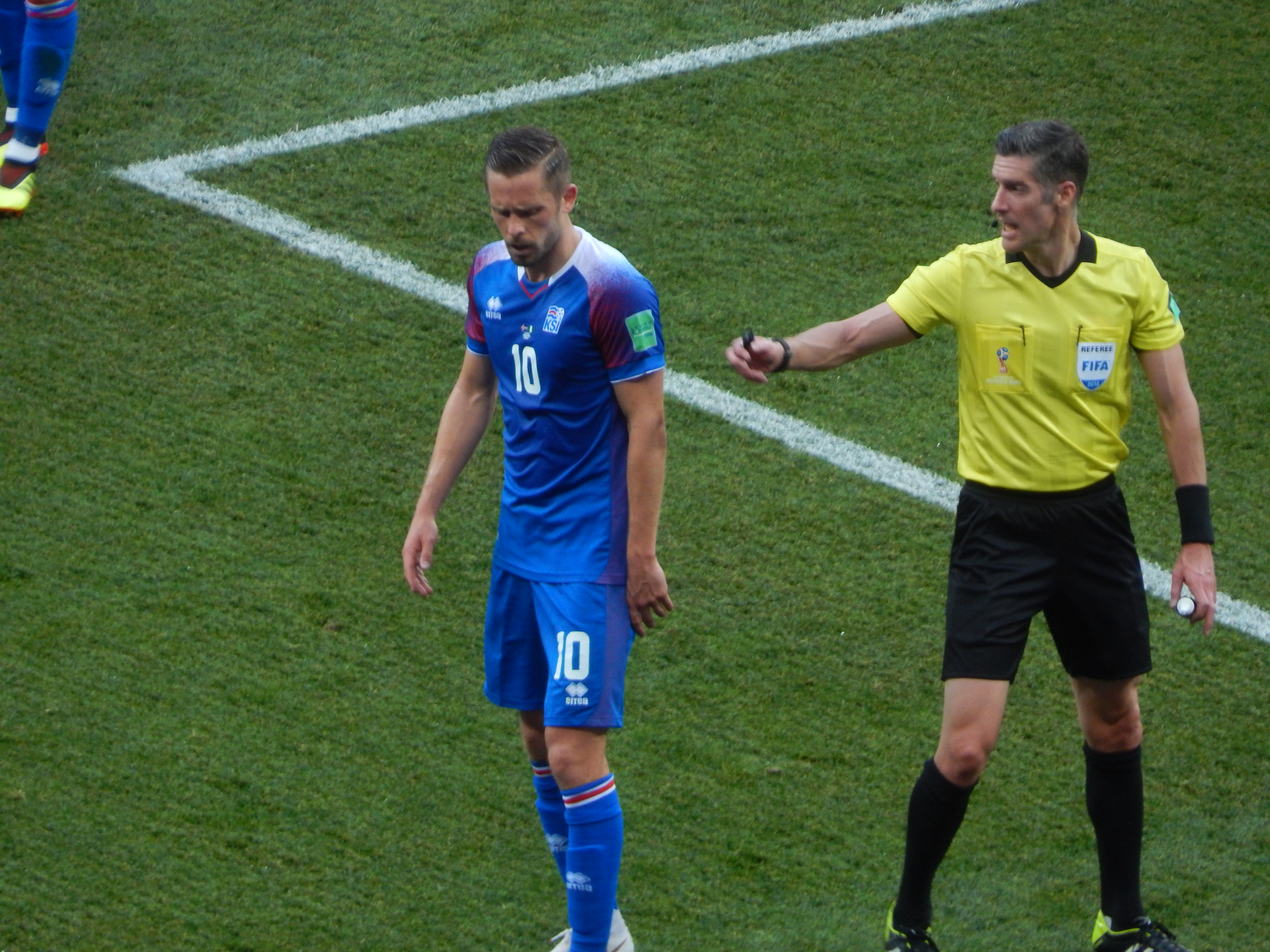
Sigurðsson durante i Mondiali 2018

Nelle qualificazioni ai Mondiali di Russia 2018, l'Islanda raggiunge il primo posto nel proprio girone, e Sigurðsson ha contribuito al raggiungimento del seguente traguardo con 4 gol e 4 assist: da segnalare tra le reti da lui realizzate la doppietta nello scontro diretto contro l'Ucraina (2-0) e quella nella sfida che ha sancito il primo storico accesso ai Mondiali dei nordici contro il Kosovo (2-0, e lui ha fornito l'assist per l'altra rete dei suoi).
Incluso nella lista dei 23 convocati per la rassegna iridata nonostante un infortunio al ginocchio, sbaglia un rigore nella seconda sfida del girone contro la Nigeria, persa per 2-0 dai suoi. Si riscatta dagli 11 metri andando a segno nella sfida successiva contro la Croazia; tuttavia gli islandesi perdono per 2-1 e vengono estromessi dalla competizione.
Per quanto riguarda le qualificazioni a Euro 2020 l'Islanda se la gioca ai play-off: dopo avere eliminato al primo turno la Romania per 2-1 con una sua doppietta, in finale va nuovamente a segno ma gli scandinavi vengono sconfitti col medesimo risultato dall'Ungheria.
Il 16 ottobre 2023, tornato in nazionale dopo un'assenza di 3 anni a causa delle vicende giudiziarie, segna una doppietta contro il Liechtenstein, diventando, con 27 gol, il miglior marcatore della propria nazionale.

## Controversie
Nel 2021 viene arrestato per pedofilia ma al luglio dello stesso anno, poco prima del processo fa perdere le proprie tracce.
Nel 2023 viene prosciolto da tutte le accuse di violenza sessuale nei confronti di minori che lo avevano denunciato nel 2021, motivo per cui il giocatore islandese che era tesserato nell'Everton e nazionale del suo Paese fu allontanato dal mondo del calcio, non potendo più giocare. Ma la giustizia britannica ha impiegato troppo tempo e così il giocatore adesso sta pensando ad una controdenuncia pretendendo un risarcimento di sei milioni di euro.

## Statistiche

### Presenze e reti nei club
Statistiche aggiornate al 4 giugno 2025.
| Stagione            | Squadra             | Campionato          | Campionato | Campionato | Coppe nazionali | Coppe nazionali | Coppe nazionali | Coppe continentali | Coppe continentali | Coppe continentali | Altre coppe | Altre coppe | Altre coppe | Totale | Totale |
| Stagione            | Squadra             | Comp                | Pres       | Reti       | Comp            | Pres            | Reti            | Comp               | Pres               | Reti               | Comp        | Pres        | Reti        | Pres   | Reti   |
| ------------------- | ------------------- | ------------------- | ---------- | ---------- | --------------- | --------------- | --------------- | ------------------ | ------------------ | ------------------ | ----------- | ----------- | ----------- | ------ | ------ |
| 2007-2008           | Reading             | FLC                 | 0          | 0          | FACup+CdL       | 0+0             | 0               | -                  | -                  | -                  | -           | -           | -           | 0      | 0      |
| ago.-dic. 2008      | Reading             | FLC                 | 0          | 0          | FACup+CdL       | 1+2             | 0               | -                  | -                  | -                  | -           | -           | -           | 3      | 0      |
| ott. 2008           | Shrewsbury Town     | FL2                 | 5          | 1          | FACup+CdL       | 0+0             | 0               | -                  | -                  | -                  | -           | -           | -           | 5      | 1      |
| feb.-giu. 2009      | Crewe Alexandra     | FL1                 | 15         | 3          | FACup+CdL       | 0+0             | 0               | -                  | -                  | -                  | -           | -           | -           | 15     | 3      |
| 2009-2010           | Reading             | FLC                 | 38         | 16         | FACup+CdL       | 5+1             | 3+1             | -                  | -                  | -                  | -           | -           | -           | 44     | 20     |
| ago. 2010           | Reading             | FLC                 | 4          | 2          | FACup+CdL       | 0+0             | 0               | -                  | -                  | -                  | -           | -           | -           | 4      | 2      |
| Totale Reading      | Totale Reading      | Totale Reading      | 42         | 18         |                 | 9               | 4               |                    | -                  | -                  |             | -           | -           | 51     | 22     |
| 2010-2011           | Hoffenheim          | BL                  | 29         | 9          | CG              | 3               | 1               | -                  | -                  | -                  | -           | -           | -           | 32     | 10     |
| 2011-gen. 2012      | Hoffenheim          | BL                  | 7          | 0          | CG              | 0               | 0               | -                  | -                  | -                  | -           | -           | -           | 7      | 0      |
| Totale Hoffenheim   | Totale Hoffenheim   | Totale Hoffenheim   | 36         | 9          |                 | 3               | 1               |                    | -                  | -                  |             | -           | -           | 39     | 10     |
| gen.-giu. 2012      | Swansea City        | PL                  | 18         | 7          | FACup+CdL       | 1+0             | 0               | -                  | -                  | -                  | -           | -           | -           | 19     | 7      |
| 2012-2013           | Tottenham           | PL                  | 33         | 3          | FACup+CdL       | 2+2             | 0+1             | UEL                | 11                 | 3                  | -           | -           | -           | 48     | 7      |
| 2013-2014           | Tottenham           | PL                  | 25         | 5          | FACup+CdL       | 0+2             | 1               | UEL                | 7                  | 0                  | -           | -           | -           | 34     | 6      |
| Totale Tottenham    | Totale Tottenham    | Totale Tottenham    | 58         | 8          |                 | 6               | 2               |                    | 18                 | 3                  |             | -           | -           | 82     | 13     |
| 2014-2015           | Swansea City        | PL                  | 32         | 7          | FACup+CdL       | 1+2             | 2               | -                  | -                  | -                  | -           | -           | -           | 35     | 9      |
| 2015-2016           | Swansea City        | PL                  | 36         | 11         | FACup+CdL       | 0+1             | 0               | -                  | -                  | -                  | -           | -           | -           | 37     | 11     |
| 2016-2017           | Swansea City        | PL                  | 38         | 9          | FACup+CdL       | 1+1             | 0+1             | -                  | -                  | -                  | -           | -           | -           | 37     | 10     |
| Totale Swansea City | Totale Swansea City | Totale Swansea City | 121        | 34         |                 | 7               | 3               |                    | -                  | -                  |             | -           | -           | 128    | 37     |
| 2017-2018           | Everton             | PL                  | 27         | 4          | FACup+CdL       | 1+0             | 1               | UEL                | 5                  | 1                  | -           | -           | -           | 33     | 6      |
| 2018-2019           | Everton             | PL                  | 38         | 13         | FACup+CdL       | 2+1             | 0+1             | -                  | -                  | -                  | -           | -           | -           | 41     | 14     |
| 2019-2020           | Everton             | PL                  | 35         | 2          | FACup+CdL       | 1+2             | 0+1             | -                  | -                  | -                  | -           | -           | -           | 38     | 3      |
| 2020-2021           | Everton             | PL                  | 36         | 6          | FACup+CdL       | 4+4             | 1+1             | -                  | -                  | -                  | -           | -           | -           | 44     | 8      |
| Totale Everton      | Totale Everton      | Totale Everton      | 136        | 25         |                 | 15              | 5               |                    | 5                  | 1                  |             | -           | -           | 156    | 31     |
| 2023-mar.2024       | Lyngby              | S                   | 5          | 0          | CD              | 1               | 2               | -                  | -                  | -                  | -           | -           | -           | 6      | 2      |
| 2024                | Valur               | U                   | 19         | 11         | BK+Dd           | 3+1             | 0               | UECL               | 3                  | 0                  | SI          | 1           | 0           | 27     | 11     |
| gen.-mar. 2025      | Valur               | U                   | 0          | 0          | BK+Dd           | 3+2             | 1+0             | -                  | -                  | -                  | -           | -           | -           | 5      | 1      |
| Totale Valur        | Totale Valur        | Totale Valur        | 19         | 11         |                 | 9               | 1               |                    | 3                  | 0                  |             | 1           | 0           | 32     | 12     |
| mar.-dic. 2025      | Víkingur            | U                   | 9          | 1          | BK+Dd           | 1+0             | 0+0             | -                  | -                  | -                  | -           | -           | -           | 10     | 1      |
| Totale carriera     | Totale carriera     | Totale carriera     | 426        | 110        |                 | 50              | 18              |                    | 27                 | 4                  |             | 1           | 0           | 507    | 132    |

### Cronologia presenze e reti in nazionale
| Cronologia completa delle presenze e delle reti in nazionale ― Islanda | Cronologia completa delle presenze e delle reti in nazionale ― Islanda | Cronologia completa delle presenze e delle reti in nazionale ― Islanda | Cronologia completa delle presenze e delle reti in nazionale ― Islanda | Cronologia completa delle presenze e delle reti in nazionale ― Islanda | Cronologia completa delle presenze e delle reti in nazionale ― Islanda | Cronologia completa delle presenze e delle reti in nazionale ― Islanda | Cronologia completa delle presenze e delle reti in nazionale ― Islanda |
| Data                                                                   | Città                                                                  | In casa                                                                | Risultato                                                              | Ospiti                                                                 | Competizione                                                           | Reti                                                                   | Note                                                                   |
| ---------------------------------------------------------------------- | ---------------------------------------------------------------------- | ---------------------------------------------------------------------- | ---------------------------------------------------------------------- | ---------------------------------------------------------------------- | ---------------------------------------------------------------------- | ---------------------------------------------------------------------- | ---------------------------------------------------------------------- |
| 29-5-2010                                                              | Reykjavík                                                              | Islanda                                                                | 4 – 0                                                                  | Andorra                                                                | Amichevole                                                             | -                                                                      | 53’ 60’                                                                |
| 3-9-2010                                                               | Reykjavík                                                              | Islanda                                                                | 1 – 2                                                                  | Norvegia                                                               | Qual. Euro 2012                                                        | -                                                                      |                                                                        |
| 7-9-2010                                                               | Copenaghen                                                             | Danimarca                                                              | 1 – 0                                                                  | Islanda                                                                | Qual. Euro 2012                                                        | -                                                                      | 61’                                                                    |
| 26-3-2011                                                              | Strovolos                                                              | Cipro                                                                  | 0 – 0                                                                  | Islanda                                                                | Amichevole                                                             | -                                                                      | 91’                                                                    |
| 4-6-2011                                                               | Reykjavík                                                              | Islanda                                                                | 0 – 2                                                                  | Danimarca                                                              | Qual. Euro 2012                                                        | -                                                                      |                                                                        |
| 7-10-2011                                                              | Porto                                                                  | Portogallo                                                             | 5 – 3                                                                  | Islanda                                                                | Qual. Euro 2012                                                        | 1                                                                      |                                                                        |
| 29-2-2012                                                              | Podgorica                                                              | Montenegro                                                             | 4 – 0                                                                  | Islanda                                                                | Amichevole                                                             | -                                                                      |                                                                        |
| 27-5-2012                                                              | Valenciennes                                                           | Francia                                                                | 3 – 2                                                                  | Islanda                                                                | Amichevole                                                             | -                                                                      |                                                                        |
| 30-5-2012                                                              | Göteborg                                                               | Svezia                                                                 | 3 – 2                                                                  | Islanda                                                                | Amichevole                                                             | -                                                                      |                                                                        |
| 15-8-2012                                                              | Reykjavík                                                              | Islanda                                                                | 2 – 0                                                                  | Fær Øer                                                                | Amichevole                                                             | -                                                                      |                                                                        |
| 7-9-2012                                                               | Reykjavík                                                              | Islanda                                                                | 2 – 0                                                                  | Norvegia                                                               | Qual. Mondiali 2014                                                    | -                                                                      |                                                                        |
| 11-9-2012                                                              | Larnaca                                                                | Cipro                                                                  | 1 – 0                                                                  | Islanda                                                                | Qual. Mondiali 2014                                                    | -                                                                      |                                                                        |
| 12-10-2012                                                             | Tirana                                                                 | Albania                                                                | 1 – 2                                                                  | Islanda                                                                | Qual. Mondiali 2014                                                    | 1                                                                      |                                                                        |
| 16-10-2012                                                             | Reykjavík                                                              | Islanda                                                                | 0 – 2                                                                  | Svizzera                                                               | Qual. Mondiali 2014                                                    | -                                                                      |                                                                        |
| 6-2-2013                                                               | Reykjavík                                                              | Islanda                                                                | 0 – 2                                                                  | Russia                                                                 | Amichevole                                                             | -                                                                      |                                                                        |
| 22-3-2013                                                              | Lubiana                                                                | Slovenia                                                               | 1 – 2                                                                  | Islanda                                                                | Qual. Mondiali 2014                                                    | 2                                                                      | 93’                                                                    |
| 6-9-2013                                                               | Zurigo                                                                 | Svizzera                                                               | 4 – 4                                                                  | Islanda                                                                | Qual. Mondiali 2014                                                    | -                                                                      |                                                                        |
| 10-9-2013                                                              | Reykjavík                                                              | Islanda                                                                | 2 – 1                                                                  | Albania                                                                | Qual. Mondiali 2014                                                    | -                                                                      | 77’                                                                    |
| 11-10-2013                                                             | Reykjavík                                                              | Islanda                                                                | 2 – 0                                                                  | Cipro                                                                  | Qual. Mondiali 2014                                                    | 1                                                                      | 82’                                                                    |
| 15-10-2013                                                             | Oslo                                                                   | Norvegia                                                               | 1 – 1                                                                  | Islanda                                                                | Qual. Mondiali 2014                                                    | -                                                                      |                                                                        |
| 15-11-2013                                                             | Reykjavík                                                              | Islanda                                                                | 0 – 0                                                                  | Croazia                                                                | Qual. Mondiali 2014                                                    | -                                                                      |                                                                        |
| 19-11-2013                                                             | Zagabria                                                               | Croazia                                                                | 2 – 0                                                                  | Islanda                                                                | Qual. Mondiali 2014                                                    | -                                                                      |                                                                        |
| 5-3-2014                                                               | Cardiff                                                                | Galles                                                                 | 3 – 1                                                                  | Islanda                                                                | Amichevole                                                             | -                                                                      |                                                                        |
| 4-6-2014                                                               | Reykjavík                                                              | Islanda                                                                | 1 – 0                                                                  | Estonia                                                                | Amichevole                                                             | -                                                                      | 84’                                                                    |
| 9-9-2014                                                               | Reykjavík                                                              | Islanda                                                                | 3 – 0                                                                  | Turchia                                                                | Qual. Euro 2016                                                        | 1                                                                      | 50’ 89’                                                                |
| 10-10-2014                                                             | Riga                                                                   | Lettonia                                                               | 0 – 3                                                                  | Islanda                                                                | Qual. Euro 2016                                                        | 1                                                                      | 80’                                                                    |
| 13-10-2014                                                             | Reykjavík                                                              | Islanda                                                                | 2 – 0                                                                  | Paesi Bassi                                                            | Qual. Euro 2016                                                        | 2                                                                      |                                                                        |
| 16-11-2014                                                             | Plzeň                                                                  | Rep. Ceca                                                              | 2 – 1                                                                  | Islanda                                                                | Qual. Euro 2016                                                        | -                                                                      |                                                                        |
| 28-3-2015                                                              | Astana                                                                 | Kazakistan                                                             | 0 – 3                                                                  | Islanda                                                                | Qual. Euro 2016                                                        | -                                                                      |                                                                        |
| 12-6-2015                                                              | Reykjavík                                                              | Islanda                                                                | 2 – 1                                                                  | Rep. Ceca                                                              | Qual. Euro 2016                                                        | -                                                                      |                                                                        |
| 3-9-2015                                                               | Amsterdam                                                              | Paesi Bassi                                                            | 0 – 1                                                                  | Islanda                                                                | Qual. Euro 2016                                                        | 1                                                                      |                                                                        |
| 6-9-2015                                                               | Reykjavík                                                              | Islanda                                                                | 0 – 0                                                                  | Kazakistan                                                             | Qual. Euro 2016                                                        | -                                                                      |                                                                        |
| 10-10-2015                                                             | Reykjavík                                                              | Islanda                                                                | 2 – 2                                                                  | Lettonia                                                               | Qual. Euro 2016                                                        | 1                                                                      |                                                                        |
| 13-10-2015                                                             | Konya                                                                  | Turchia                                                                | 1 – 0                                                                  | Islanda                                                                | Qual. Euro 2016                                                        | -                                                                      |                                                                        |
| 13-11-2015                                                             | Varsavia                                                               | Polonia                                                                | 4 – 2                                                                  | Islanda                                                                | Amichevole                                                             | 1                                                                      |                                                                        |
| 24-3-2016                                                              | Herning                                                                | Danimarca                                                              | 2 – 1                                                                  | Islanda                                                                | Amichevole                                                             | -                                                                      | 81’                                                                    |
| 29-3-2016                                                              | Il Pireo                                                               | Grecia                                                                 | 2 – 3                                                                  | Islanda                                                                | Amichevole                                                             | -                                                                      | 46’                                                                    |
| 1-6-2016                                                               | Oslo                                                                   | Norvegia                                                               | 3 – 2                                                                  | Islanda                                                                | Amichevole                                                             | 1                                                                      |                                                                        |
| 6-6-2016                                                               | Reykjavík                                                              | Islanda                                                                | 4 – 0                                                                  | Liechtenstein                                                          | Amichevole                                                             | -                                                                      | 54’                                                                    |
| 14-6-2016                                                              | Saint-Etienne                                                          | Portogallo                                                             | 1 – 1                                                                  | Islanda                                                                | Euro 2016 - 1º turno                                                   | -                                                                      |                                                                        |
| 18-6-2016                                                              | Marsiglia                                                              | Islanda                                                                | 1 – 1                                                                  | Ungheria                                                               | Euro 2016 - 1º turno                                                   | 1                                                                      |                                                                        |
| 22-6-2016                                                              | Saint-Denis                                                            | Islanda                                                                | 2 – 1                                                                  | Austria                                                                | Euro 2016 - 1º turno                                                   | -                                                                      |                                                                        |
| 27-6-2016                                                              | Nizza                                                                  | Inghilterra                                                            | 1 – 2                                                                  | Islanda                                                                | Euro 2016 - Ottavi di finale                                           | -                                                                      | 38’                                                                    |
| 3-7-2016                                                               | Saint-Denis                                                            | Francia                                                                | 5 – 2                                                                  | Islanda                                                                | Euro 2016 - Quarti di finale                                           | -                                                                      |                                                                        |
| 5-9-2016                                                               | Kiev                                                                   | Ucraina                                                                | 1 – 1                                                                  | Islanda                                                                | Qual. Mondiali 2018                                                    | -                                                                      | 75’                                                                    |
| 6-10-2016                                                              | Reykjavík                                                              | Islanda                                                                | 3 – 2                                                                  | Finlandia                                                              | Qual. Mondiali 2018                                                    | -                                                                      |                                                                        |
| 9-10-2016                                                              | Reykjavík                                                              | Islanda                                                                | 2 – 0                                                                  | Turchia                                                                | Qual. Mondiali 2018                                                    | -                                                                      | cap.                                                                   |
| 12-11-2016                                                             | Zagabria                                                               | Croazia                                                                | 2 – 0                                                                  | Islanda                                                                | Qual. Mondiali 2018                                                    | -                                                                      |                                                                        |
| 24-3-2017                                                              | Pristina                                                               | Kosovo                                                                 | 1 – 2                                                                  | Islanda                                                                | Qual. Mondiali 2018                                                    | 1                                                                      |                                                                        |
| 11-6-2017                                                              | Reykjavík                                                              | Islanda                                                                | 1 – 0                                                                  | Croazia                                                                | Qual. Mondiali 2018                                                    | -                                                                      |                                                                        |
| 2-9-2017                                                               | Tampere                                                                | Finlandia                                                              | 1 – 0                                                                  | Islanda                                                                | Qual. Mondiali 2018                                                    | -                                                                      |                                                                        |
| 5-9-2017                                                               | Reykjavík                                                              | Islanda                                                                | 2 – 0                                                                  | Ucraina                                                                | Qual. Mondiali 2018                                                    | 2                                                                      | 77’                                                                    |
| 6-10-2017                                                              | Eskişehir                                                              | Turchia                                                                | 0 – 3                                                                  | Islanda                                                                | Qual. Mondiali 2018                                                    | -                                                                      |                                                                        |
| 9-10-2017                                                              | Reykjavík                                                              | Islanda                                                                | 2 – 0                                                                  | Kosovo                                                                 | Qual. Mondiali 2018                                                    | 1                                                                      |                                                                        |
| 14-11-2017                                                             | Doha                                                                   | Qatar                                                                  | 1 – 1                                                                  | Islanda                                                                | Amichevole                                                             | -                                                                      |                                                                        |
| 2-6-2018                                                               | Reykjavík                                                              | Islanda                                                                | 2 – 3                                                                  | Norvegia                                                               | Amichevole                                                             | 1                                                                      | 63’                                                                    |
| 7-6-2018                                                               | Reykjavík                                                              | Islanda                                                                | 2 – 2                                                                  | Ghana                                                                  | Amichevole                                                             | -                                                                      | 67’                                                                    |
| 16-6-2018                                                              | Mosca                                                                  | Argentina                                                              | 1 – 1                                                                  | Islanda                                                                | Mondiali 2018 - 1º turno                                               | -                                                                      |                                                                        |
| 22-6-2018                                                              | Volgograd                                                              | Nigeria                                                                | 2 – 0                                                                  | Islanda                                                                | Mondiali 2018 - 1º turno                                               | -                                                                      | 65’                                                                    |
| 26-6-2018                                                              | Rostov                                                                 | Islanda                                                                | 1 – 2                                                                  | Croazia                                                                | Mondiali 2018 - 1º turno                                               | 1                                                                      |                                                                        |
| 8-9-2018                                                               | San Gallo                                                              | Svizzera                                                               | 6 – 0                                                                  | Islanda                                                                | UEFA Nations League 2018-2019 - 1º turno                               | -                                                                      | cap.                                                                   |
| 11-9-2018                                                              | Reykjavík                                                              | Islanda                                                                | 0 – 3                                                                  | Belgio                                                                 | UEFA Nations League 2018-2019 - 1º turno                               | -                                                                      | cap.                                                                   |
| 11-10-2018                                                             | Guingamp                                                               | Francia                                                                | 2 – 2                                                                  | Islanda                                                                | Amichevole                                                             | -                                                                      | cap. 80’                                                               |
| 15-10-2018                                                             | Reykjavík                                                              | Islanda                                                                | 1 – 2                                                                  | Svizzera                                                               | UEFA Nations League 2018-2019 - 1º turno                               | -                                                                      | cap.                                                                   |
| 22-3-2019                                                              | Andorra la Vella                                                       | Andorra                                                                | 0 – 2                                                                  | Islanda                                                                | Qual. Euro 2020                                                        | -                                                                      |                                                                        |
| 25-3-2019                                                              | Saint-Denis                                                            | Francia                                                                | 4 – 0                                                                  | Islanda                                                                | Qual. Euro 2020                                                        | -                                                                      |                                                                        |
| 8-6-2019                                                               | Reykjavík                                                              | Islanda                                                                | 1 – 0                                                                  | Albania                                                                | Qual. Euro 2020                                                        | -                                                                      |                                                                        |
| 11-6-2019                                                              | Reykjavík                                                              | Islanda                                                                | 2 – 1                                                                  | Turchia                                                                | Qual. Euro 2020                                                        | -                                                                      |                                                                        |
| 7-9-2019                                                               | Reykjavík                                                              | Islanda                                                                | 3 – 0                                                                  | Moldavia                                                               | Qual. Euro 2020                                                        | -                                                                      |                                                                        |
| 10-9-2019                                                              | Elbasan                                                                | Albania                                                                | 4 – 2                                                                  | Islanda                                                                | Qual. Euro 2020                                                        | 1                                                                      |                                                                        |
| 11-10-2019                                                             | Reykjavík                                                              | Islanda                                                                | 0 – 1                                                                  | Francia                                                                | Qual. Euro 2020                                                        | -                                                                      | cap.                                                                   |
| 14-10-2019                                                             | Reykjavík                                                              | Islanda                                                                | 2 – 0                                                                  | Andorra                                                                | Qual. Euro 2020                                                        | -                                                                      | cap.                                                                   |
| 14-11-2019                                                             | Istanbul                                                               | Turchia                                                                | 0 – 0                                                                  | Islanda                                                                | Qual. Euro 2020                                                        | -                                                                      | cap.                                                                   |
| 17-11-2019                                                             | Chișinău                                                               | Moldavia                                                               | 1 – 2                                                                  | Islanda                                                                | Qual. Euro 2020                                                        | 1                                                                      | 64’                                                                    |
| 8-10-2020                                                              | Reykjavík                                                              | Islanda                                                                | 2 – 1                                                                  | Romania                                                                | Qual. Euro 2020                                                        | 2                                                                      |                                                                        |
| 11-10-2020                                                             | Reykjavík                                                              | Islanda                                                                | 0 – 3                                                                  | Danimarca                                                              | UEFA Nations League 2020-2021 - 1º turno                               | -                                                                      |                                                                        |
| 12-11-2020                                                             | Budapest                                                               | Ungheria                                                               | 2 – 1                                                                  | Islanda                                                                | Qual. Euro 2020                                                        | 1                                                                      | 5’                                                                     |
| 15-11-2020                                                             | Copenaghen                                                             | Danimarca                                                              | 2 – 1                                                                  | Islanda                                                                | UEFA Nations League 2020-2021 - 1º turno                               | -                                                                      | cap.                                                                   |
| 13-10-2023                                                             | Reykjavík                                                              | Islanda                                                                | 1 – 1                                                                  | Lussemburgo                                                            | Qual. Euro 2024                                                        | -                                                                      | 70’                                                                    |
| 16-10-2023                                                             | Reykjavík                                                              | Islanda                                                                | 4 – 0                                                                  | Liechtenstein                                                          | Qual. Euro 2024                                                        | 2                                                                      | 58’                                                                    |
| 6-9-2024                                                               | Reykjavík                                                              | Islanda                                                                | 2 – 0                                                                  | Montenegro                                                             | UEFA Nations League 2024-2025 - 1º turno                               | -                                                                      | 65’                                                                    |
| 9-9-2024                                                               | Smirne                                                                 | Turchia                                                                | 3 – 1                                                                  | Islanda                                                                | UEFA Nations League 2024-2025 - 1º turno                               | -                                                                      | 59’                                                                    |
| 11-10-2024                                                             | Reykjavík                                                              | Islanda                                                                | 2 – 2                                                                  | Galles                                                                 | UEFA Nations League 2024-2025 - 1º turno                               | -                                                                      | 84’                                                                    |
| Totale                                                                 |                                                                        | Presenze (10º posto)                                                   | 83                                                                     |                                                                        | Reti (1º posto)                                                        | 27                                                                     |                                                                        |

## Palmarès

### Individuale
- Calciatore islandese dell'anno: 8

2012, 2013, 2014, 2015, 2016, 2017, 2018, 2019
- Miglior giocatore della Championship del mese: 1

Marzo 2010
- Miglior giocatore stagionale del Reading: 1

2009-2010
- FA Premier League Player of the Month: 1

2011-2012 - Marzo
- Vincitore trofeo K.R. 2016